# Bhujung
Bhujung (nep. भुजुङ) – gaun wikas samiti w zachodniej części Nepalu w strefie Gandaki w dystrykcie Lamjung. Według nepalskiego spisu powszechnego z 2001 roku liczył on 333 gospodarstw domowych i 1630 mieszkańców (857 kobiet i 773 mężczyzn).